# Црква Светог апостола и јеванђелисте Марка у Бресници
Црква Светог апостола и јеванђелисте Марка у Бресници, насељеном месту на територији града Чачка, припада Епархији жичкој Српске православне цркве.
Цркву посвећену Светом апостолу и јеванђелисти Марку, подигао је 1906. године Марко Ђ. Катанић (1830—1907), велики добротвор и генерал Војске Краљевине Србије. Као ктитор храма Катанић је са раније преминулима, супругом Софијом и синовима Ђоком и Иваном сахрањен у припрати цркве.
Црква је била 1927. године оштећена земљотресом и обновљена 1929. године, средствима парохијана.
Црквена сала са звоником и три велика звона саграђена је 1977. године, а парохијски дом око 1953. године.